# Brin-sur-Seille
Brin-sur-Seille település Franciaországban, Meurthe-et-Moselle megyében. Lakosainak száma 774 fő (2022. január 1.). Brin-sur-Seille Bey-sur-Seille, Attilloncourt, Bioncourt, Pettoncourt, Amance, Mazerulles és Moncel-sur-Seille községekkel határos.

## Népesség
A település népességének változása:
| Lakosok száma | 556  | 603  | 601  | 627  | 746  | 800  | 783  | 780  | 776  | 774  |
|               | 1968 | 1982 | 1990 | 2006 | 2013 | 2015 | 2017 | 2019 | 2020 | 2022 |